# India en los Juegos Olímpicos de París 1900
India estuvo representada en los Juegos Olímpicos de París 1900 por un deportista masculino que compitió en atletismo.

## Medallistas
El equipo olímpico indio obtuvo las siguientes medallas:
| Nombre           | Deporte   | Competición    |
| ---------------- | --------- | -------------- |
| Oro              |           |                |
| —                |           |                |
| Plata            |           |                |
| Norman Pritchard | Atletismo | 200 m M        |
| Norman Pritchard | Atletismo | 200 m vallas M |
| Bronce           |           |                |
| —                |           |                |